# Liter

Ein Würfel mit einer Kantenlänge von 10 cm hat ein Volumen von einem Liter.

Der (außerhalb der Schweiz auch: das) Liter ist eine Einheit für das Volumen und wird durch die Einheitenzeichen {\displaystyle \mathrm {l} } oder {\displaystyle \mathrm {L} } symbolisiert oder mit Ltr. abgekürzt.
Ein Liter entspricht einem Kubikdezimeter (dm³). Ein Würfel mit einer Kantenlänge von 10 cm hat demnach ein Volumen von einem Liter.
Der Liter gehört zwar nicht zum Internationalen Einheitensystem (SI), ist zum Gebrauch mit dem SI aber zugelassen. Durch nationale Gesetze ist der Liter eine gesetzliche Maßeinheit.

## Schreibweise
Der deutsche Einheitenname Liter [ˈliːtɐ, auch: ˈlɪtɐ] stammt von französisch litre [aus mittelfranzösisch litron (ein Hohlmaß), mittellateinisch litra, griechisch lítra = Pfund]. Der Einheitenname Liter war früher nach DIN 1301-1 sächlich. Dies deckte sich aber nicht mehr mit dem gemeinsprachlichen Gebrauch. Der Duden etwa erwähnt die sächliche Form nur an zweiter Stelle. Mit der DIN 1301-1:2010-10 wurde diese Festlegung gegenüber der DIN 1301-1:2002-10 geändert; der Einheitenname Liter ist nun als männlich festgelegt.
Grundsätzlich werden im Internationalen Einheitensystem (SI) die Einheitenzeichen nur dann großgeschrieben, wenn die Einheit nach einer Person benannt wurde; demnach ist das Einheitenzeichen für den Liter ein kleines l. Das hauptsächlich im englischen Sprachraum gebräuchliche große L wurde von der CGPM ausnahmsweise als alternatives Einheitenzeichen für den Liter zugelassen, um Verwechslungen des Buchstabens l mit der Ziffer 1, die bei manchen Schriftarten auftreten können, zu vermeiden. ISO und IEC verwenden ausschließlich das ursprüngliche Einheitenzeichen l. IUPAC und DIN 1301-1 lassen beide Schreibweisen zu.
Gelegentlich wird zur Unterscheidung des Einheitensymbols von der Ziffer 1 oder dem Großbuchstaben I auch ein kleines l in Schreibschrift (ℓ) verwendet, der zugehörige Unicode-Codepunkt für das „ℓ“ ist U+2113.  Im Unicodeblock „CJK-Kompatibilität“ gibt es weitere Codepunkte (U+3395 bis U+3398) für Litersymbole mit Präfixen. Diese sind aber nur für CJK-Schriften vorgesehen, damit die Symbole bei vertikaler Schreibung richtig dargestellt werden können.

## Präfixe
Gebräuchliche dezimale Teile und Vielfache des Liters sind:
| Bezeichnung | Einheit | Umrechnung        | Umrechnung | Anmerkungen                                                               |
| ----------- | ------- | ----------------- | ---------- | ------------------------------------------------------------------------- |
| Mikroliter  | µl      | 10−6 l = 0,001 ml | 1 mm³      | ein Millionstel Liter                                                     |
| Milliliter  | ml      | 10−3 l = 0,001 l  | 1 cm³      | ein Tausendstel Liter, entspricht dem Volumen von 1 g Wasser              |
| Zentiliter  | cl      | 10−2 l = 0,01 l   | 10 cm³     | ein Hundertstel Liter, ein typisches Schnapsglas hat ein Volumen von 2 cl |
| Deziliter   | dl      | 10−1 l = 0,1 l    | 100 cm³    | ein Zehntel Liter                                                         |
| Liter       | l       |                   | 1 dm³      | Größe einer typischen Milchpackung                                        |
| Hektoliter  | hl      | 102 l = 100 l     | 0,1 m³     | hundert Liter, typische Einheit in der Getränkewirtschaft                 |

Noch größere Mengen von Flüssigkeiten werden in Kubikmetern angegeben. 1 m³ entspricht 1000 Litern.

## Geschichte
1793 wurde der Liter in Frankreich als neue Republikanische Maßeinheit (im Zusammenhang mit dem metrischen System) eingeführt und einem Kubikdezimeter gleichgesetzt.
1879 übernahm das CIPM die französische Liter-Definition und schrieb die Verwendung des l (Kleinbuchstabe l) als Symbol vor.
1901 wurde der Liter auf der dritten CGPM umdefiniert zu jenem Volumen, das 1 kg reines Wasser bei der Temperatur seiner höchsten Dichte unter Normaldruck (1013,25 hPa) hat. Der Liter war damit etwa 1,000 028 dm³ groß (ursprünglich waren 1,000 027 dm³ für die Umrechnung angegeben). Aufgrund der neuen Aufgabe für diese Maßeinheit, Masse und Volumen über eine spezielle Messgröße des Wassers zu koppeln, hatte reines Wasser unter diesen Bedingungen zwar immer noch eine Dichte von 999,975 kg/m³, aber nunmehr genau 1,000 kg/l.
1964 wurde auf der 12. CGPM die Definition von 1793 wiederhergestellt. Seither ist ein Liter wieder exakt ein Kubikdezimeter, und Wasser hat wie vor 1901 eine Dichte von 0,999 975 kg/l.
1979 wurde auf der 16. CGPM für den Liter das alternative Symbol L (Großbuchstabe L) zugelassen, gleichzeitig wurde der Wunsch geäußert, in Zukunft nur eines der beiden Symbole (Kleinbuchstabe oder Großbuchstabe) zu behalten. Zuletzt konnte 1990 nur festgestellt werden, dass es für eine Entscheidung noch zu früh sei.